# Wojewódzki Urząd Bezpieczeństwa Publicznego w Poznaniu

Województwo w latach 1950-1975

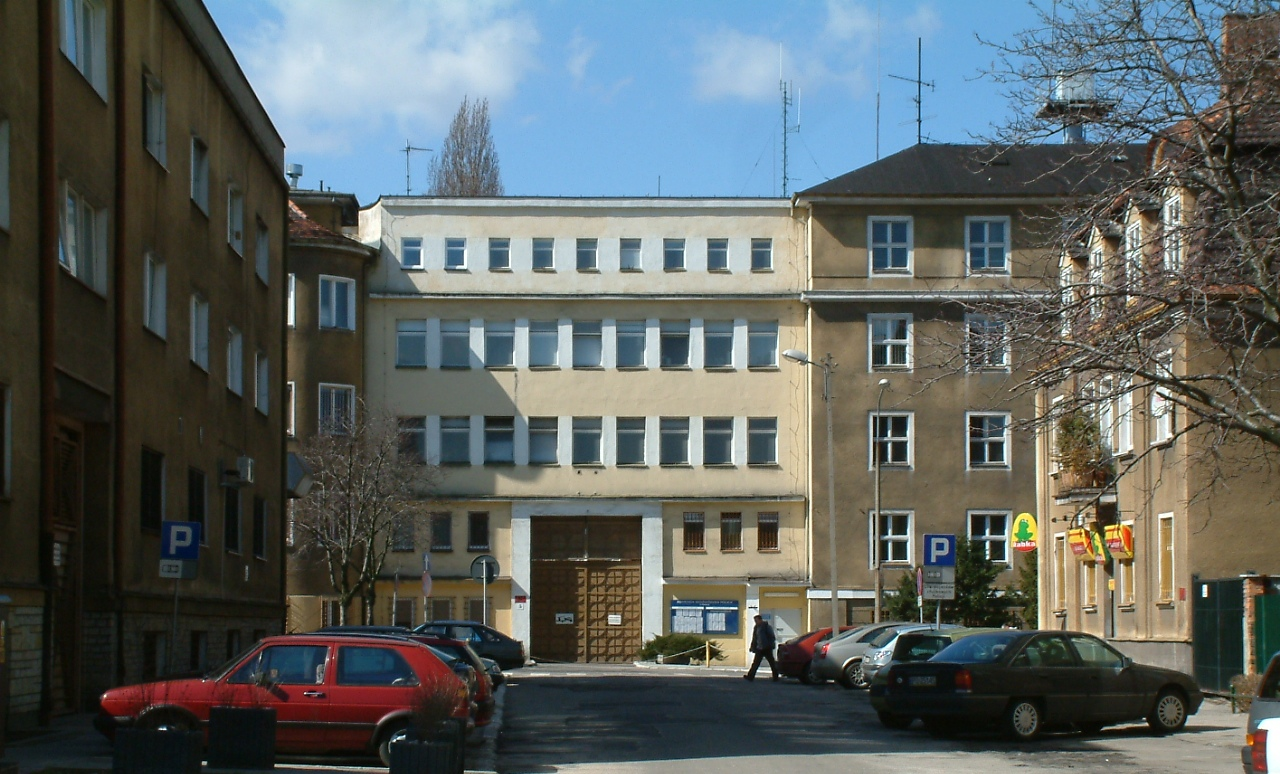
Dawna siedziba WUBP w Poznaniu, obecnie siedziba Komendy Wojewódzkiej Policji (ul. Kochanowskiego 2a)

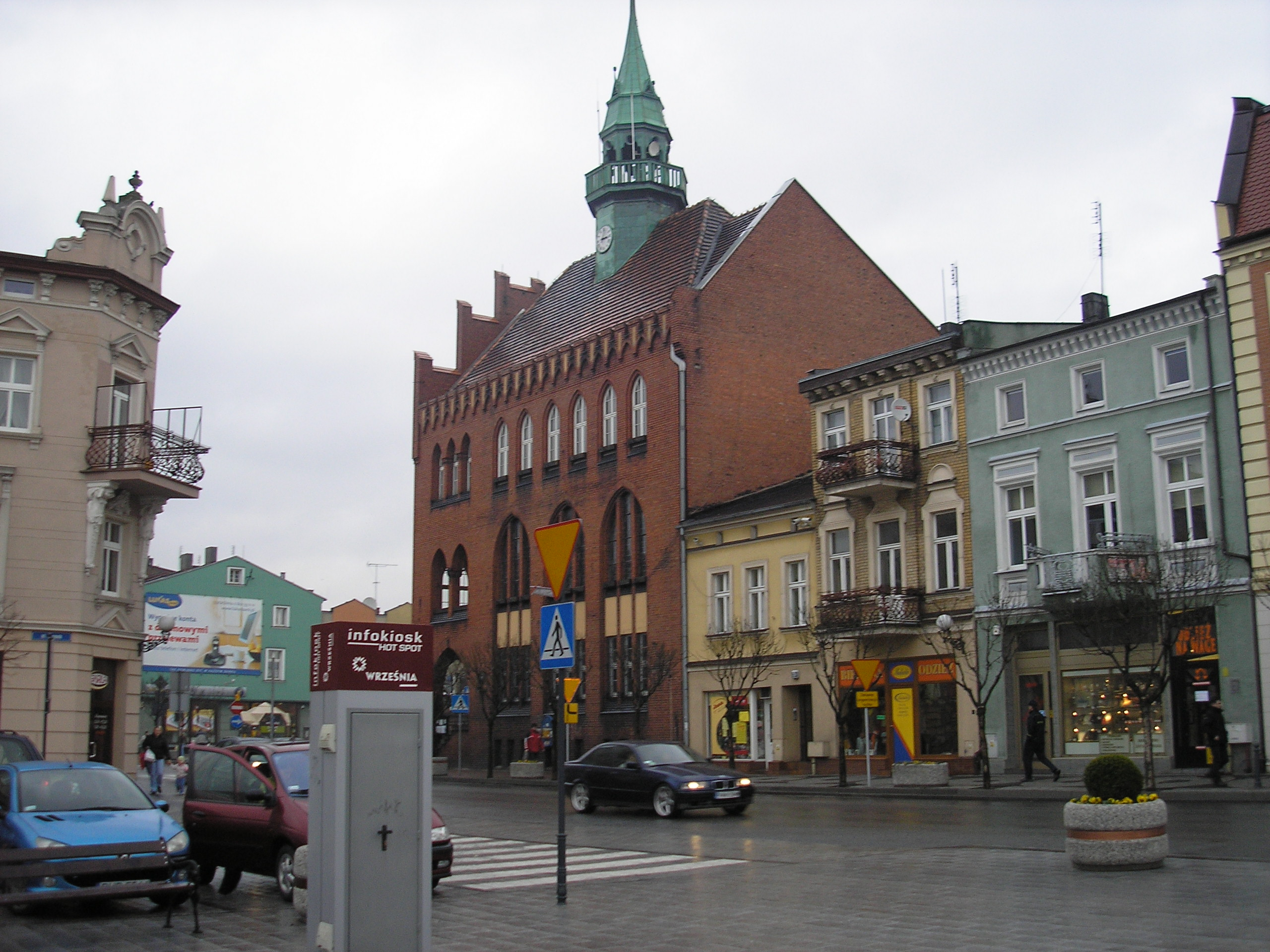
Dawna siedziba PUBP we Wrześni (ul. Ratuszowa 1)

Wojewódzki Urząd Bezpieczeństwa Państwowego w Poznaniu (WUBP Poznań) – jednostka terenowa Ministerstwa Bezpieczeństwa Publicznego, funkcjonująca na terenie województwa poznańskiego w latach 1945–1954 (od powołania samego województwa do czasu zlikwidowania Ministerstwa Bezpieczeństwa Publicznego).
Siedziba WUBP mieściła się w budynku przy ul. Kochanowskiego, PUBP i areszt śledczy - przy ul. Wolność 47, zaś więzienie - przy ul. Młyńskiej.

## Kierownictwo (szefostwo)
- Kierownicy (szefowie):
  - 1945: Stanisław Szot
  - 1945-1947: p.o. Stefan Antosiewicz
  - 1947-1948: Leonard Siwanowicz
  - 1948-1950: Józef Mrozek
  - 1950-1952: Henryk Palka (p.o.)
  - 1952-1953: Jan Górecki
  - 1953-1954: Emil Niemirowski
- Zastępcy kierownika (zastępcy szefa):
  - 1945: Edmund Götz
  - 1946: Marian Beck
  - 1947-1948: Adam Kornecki (Dawid Kornhendler)
  - 1948: Czesław Mackiewicz
  - 1948-1949: Franciszek Zalewski
  - 1949-1953: Kuźma Romaniuk
  - 1949-1952: Henryk Palka
  - 1951-1954: Henryk Piętek (p.o.)

## Struktura organizacyjna
- Wydział I (kontrwywiad)
- Wydział II (ewidencja i technika operacyjna)
- Wydział III (walka z podziemiem)
- Wydział IV (ochrona gospodarki)
- Wydział V(kontrola organizacji politycznych, społecznych i kościoła)
- Wydział A (obserwacja zewnętrzna)
- Wydział W (lustracja korespondencji)
- Wydział VI (walka z kościołem katolickim i innymi związkami wyznaniowymi)
- Wydział VII (śledczy)
- Wydział VIII (komunikacja w tym żegluga morska)
- Wydział IX (ochrona przemysłu ciężkiego)
- Wydział X (kontrola PZPR)